# Utagawa Yoshiiku

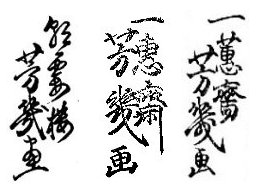
Firmas empleadas por Utagawa Yoshiiku en sus distintos trabajos: «Chōkarō Yoshiiku ga» (朝霞楼　芳幾　画), «Ikkeisai Yoshiiku ga» (一恵斎　芳幾　画), y «Ikkunsai Yoshiiku ga» (一薫斎　芳幾　画).

Utagawa Yoshiiku (歌川 芳幾?  1833 – 1904), también conocido como Ochiai Yoshiiku (落合 芳幾?), fue un artista japonés perteneciente a la Escuela Utagawa. Desarrolló su carrera profesional durante buena parte del siglo XIX, a caballo entre el período Tokugawa tardío y la era Meiji. Se especializó en obras Ukiyo-e.

## Biografía
Utagawa Yoshiiku nació en 1833. Hijo del propietario de una casa de té, Yoshiiku se convirtió en alumno del artista Utagawa Kuniyoshi a fines de la década de 1840. Su trabajo más antiguo del que se tiene conocimiento data de 1852, cuando proporcionó los fondos para algunos grabados de actores de su maestro.
Las primeras obras de Yoshiiku fueron retratos de actores (yakusha-e), bellezas (bijin-ga) y guerreros (musha-e). Más tarde siguió a su maestro en la creación de piezas de contenido satírico y humorístico. Tras la muerte de Kuniyoshi, en 1861, se convirtió en la principal figura del ámbito artístico. Trabajó como ilustrador para el Tokyo Nichi Nichi Shimbun entre 1874 y 1876, fecha en la que cofundó la publicación Tokyo E-iri Shinbun. Yoshiiku volvió a trabajar los grabados a partir de 1889, no sin muchas dificultades; su última impresión conocida apareció en 1903. Llegó a ser maestro de tres alumnos, Ikumura, Ikuei e Ikumasa, los cuales nunca lograron obtener reconocimiento artístico. Yoshiiku falleció el 6 de febrero de 1904 en Honjo, a los 71 años de edad.
Fue enterrado en el templo Anseiji de Asakusa y póstumamente recibió el nombre budista de Juzen'in Hōkinikkaku Koji.